# Gudrun Goeseke
Gudrun Goeseke (* 21. April 1925 als Gudrun Mücke in Meißen; † 23. Februar 2008 in Halle (Saale)) war eine deutsche Orientalistin und bis 1987 Leiterin der Bibliothek der Deutschen Morgenländischen Gesellschaft in Halle. Sie gilt als Retterin des Archivs der Jüdischen Gemeinde von Halle.

## Leben
Die Familie Gudrun Goesekes stammt aus Rybnik in Oberschlesien. Nach dem Gebietsabtritt Preußens an Polen zog die Familie nach Meißen, wo sie geboren wurde. Ihr Vater Albert Mücke, von den Nationalsozialisten wegen Hochverrats verurteilt, überlebte den Krieg, starb aber 1958 an den Folgen von Haft und Misshandlungen. Der Mediziner Dietrich Mücke war ihr Bruder.
Zunächst in Leipzig, dann in Halle (Saale) studierte Goeseke Orientalistik sowie Semitistik und schloss das Studium 1953 mit einer Diplomarbeit über „Die grammatische Kongruenz in der Sprache des Korans“ erfolgreich ab. Die Promotion wurde ihr verwehrt.
Sie war als freie Mitarbeiterin der Kommission für spätantike Religionsgeschichte der Akademie der Wissenschaften tätig und seit 1959 Lehrbeauftragte für neuarabische Schriftsprache. Von 1961 bis 1987 war sie Leiterin der Bibliothek der Deutschen Morgenländischen Gesellschaft in Halle.
Am 12. Dezember 1988 wurde Gudrun Goeseke als Mitglied der Jüdischen Gemeinde aufgenommen.
1989 klärte sie die Öffentlichkeit über einen Skandal um die Vorsteherin der Jüdischen Gemeinde zu Halle, Karin Mylius, auf. Im Samisdat der Ökologischen Arbeitsgruppe Halle veröffentlichte sie einen Artikel, in dem sie Mylius’ Identität als Nichtjüdin öffentlich machte.
Ehrenamtlich machte sie mit der Aktion Sühnezeichen Arbeitseinsätze auf dem verfallenen Jüdischen Friedhof, gestaltete die hebräische Schrift für das Denkmal am Jerusalemer Platz in Halle und pflegte die Kontakte zu den Angehörigen ermordeter hallischer Juden und gab Hilfestellung bei der Aufklärung deren verlorenen Eigentums.
Sie war Mitglied des ersten Stadtrates der Stadt Halle im wiedervereinigten Deutschland und Gründungsmitglied sowie Ehrenvorsitzende des Vereins Zeit-Geschichte(n) Halle e.V.

## Leistungen
Die nach dem Zweiten Weltkrieg verschollen geglaubten Archivdokumente der Jüdischen Gemeinde zu Halle an der Saale fand Gudrun Goeseke 1978 im Keller des Gemeindehauses der Jüdischen Gemeinde in der Großen Märkerstraße.
Gegen den Widerstand der damaligen Gemeindevorsteherin Karin Mylius sicherte sie die Unterlagen und bewahrte sie damit vor dem Verfall. In ihrer Freizeit ordnete sie die Dokumente und legte ein erstes Verzeichnis an.
Heute sind die Dokumente als Bestand „Zeit-Geschichte(n) – Gudrun Goeseke“ im Stadtarchiv Halle zu finden. Gudrun Goesekes Fund und ihre Recherchen bilden die Grundlage für das heutige Wissen über die früher in Halle lebenden jüdischen Mitbürger und die inzwischen im Gedenken an sie vom Verein Zeit-Geschichte(n) gemeinsam mit dem Künstler Gunter Demnig verlegten Stolpersteine.

## Ehrungen
- 2007 wurde Gudrun Goeseke mit dem Emil-Fackenheim-Preis der Jüdischen Gemeinde zu Halle ausgezeichnet.[4]
- 2015 beschloss der Stadtrat, eine Straße nach Gudrun Goeseke zu benennen.[5]
- 2021 wurde eine neu entstandene Straße am Steintor in Gudrun-Goeseke-Straße benannt.[6]